# Iordan Stratiev

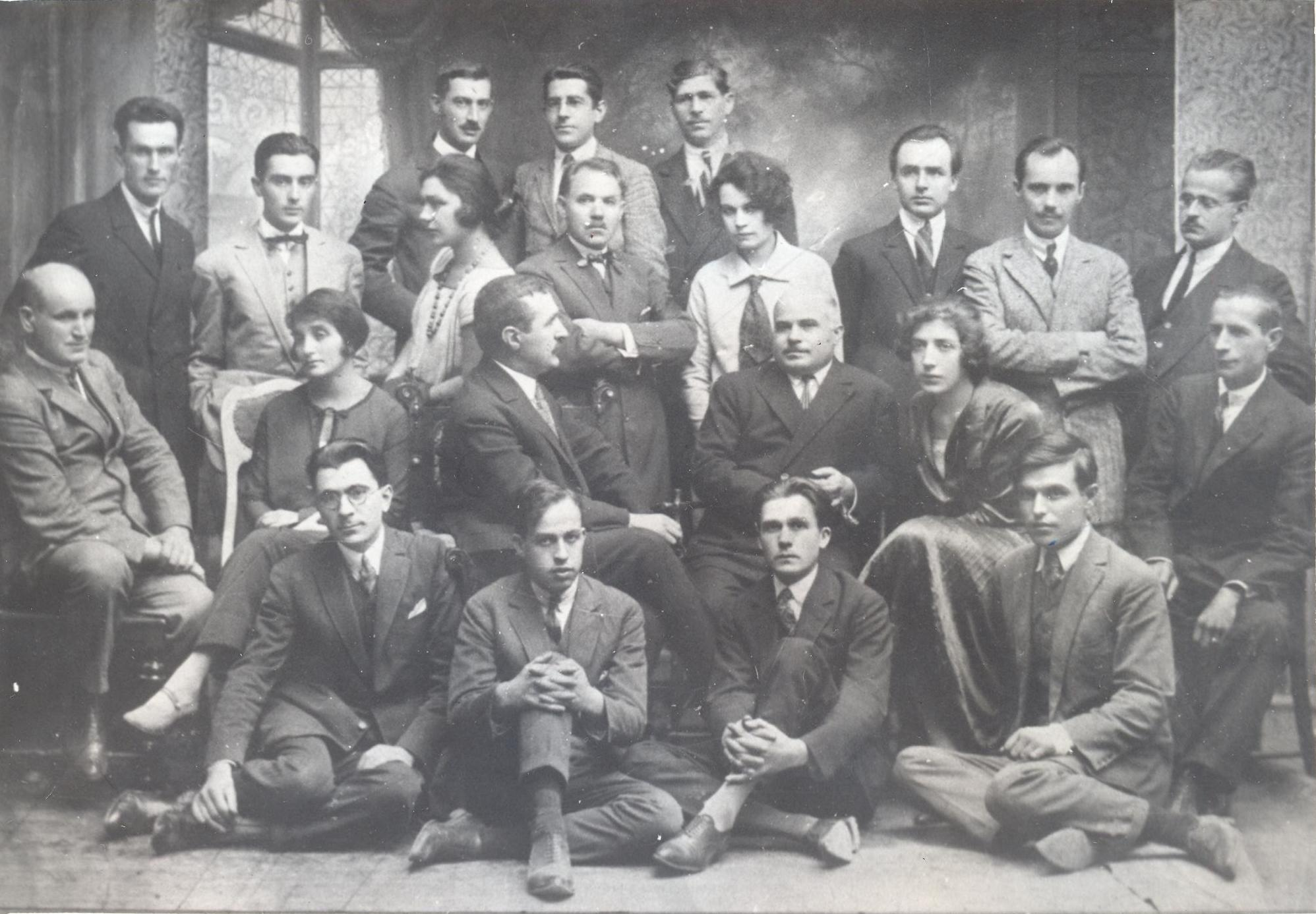
Fotografie de grup a personalului revistei „Zlatorog”, anii 1925-1927 - Iordan Stratiev este primul din stânga de pe rândul de jos. Sursa: Agenția de stat „Arhivi”

Iordan Stratiev (în bulgară Йордан Стефанов Стратиев) (n. 21 martie 1898, Stanimaka, Principatul Bulgariei - d. 22 februarie 1974) a fost un poet, traducător și diplomat bulgar.

## Biografie
S-a născut la 21 martie 1898 în orașul Stanimaka (azi Asenovgrad). A urmat studiile secundare la Sofia, apoi pe cele universitare la Universitatea din Sofia, obținând în 1921 titlul de licențiat în drept.
A lucrat în cadrul Ministerului Afacerilor Externe al Bulgariei, desfășurând activități diplomatice în România, Iugoslavia, Austria, Belgia și Cehoslovacia.
În 1927 a publicat o carte de poezii intitulată „Veliki Petăk”. А fost autorul cărților pentru copii „Doktor Petăr. Poema za deța” (1956) și „Jabeșka istoria. Prikazka v stihove” (1960). Poeziile sale au fost publicate în ziarele „Bălgaran”, „Bălgarska misăl”, „Zlatorog”, „Literaturen glas”, „Stărșel” etc. Poeziile publicate în „Bălgaran” au fost semnate cu pseudonimul Daniu.
A activat, de asemenea, ca traducător din limbile rusă și română. A tradus piesa de teatru „Puiul de vultur” de Edmond Rostand. A mai realizat traduceri din operele literare ale lui Endre Ady, Rainer Maria Rilke, Miklós Zrínyi, Bálint Balassi, Mihai Eminescu, I.L. Caragiale, Mihail Sadoveanu, Cezar Petrescu, Mihály Vörösmarty și alții.
Ca urmare a schimbării de guvern din Bulgaria, după lovitura de stat de la 9 septembrie 1944, Stratiev a fost arestat și trimis în lagărul de muncă de la Belene.
A murit pe 22 februarie 1974.

## Traduceri din limba română
- Cezar Petrescu, Calea Victoriei, editura Cetiva, Sofia, 1948. Traducerea a fost intitulată Drumul victoriei (în bulgară Pătjat na pobedata).
- Mihail Sadoveanu, Nada Florilor (în bulgară Островът на цветята, Narodna Mladej, Sofia, 1955; reeditată în 1982 și 1989)
- I. L. Caragiale, Opere și teatru, Sofia, 1959. Conține piesele O noapte furtunoasă, Conu Leonida față cu reacțiunea, O scrisoare pierdută.
- Mihai Eminescu, Poezii alese